# Bezzia maculifemorata
Bezzia maculifemorata är en tvåvingeart som beskrevs av Tokunaga och Murachi 1959. Bezzia maculifemorata ingår i släktet Bezzia och familjen svidknott. Inga underarter finns listade i Catalogue of Life.